# Chucky (2.ª temporada)
A segunda temporada de Chucky, uma série de televisão de terror norte-americana foi confirmada em novembro de 2021. A serie estreou em 05 de outubro de 2022 e é exibida na Syfy e na USA Network.
A segunda temporada da série é estrelada por Zackary Arthur como Jake Wheeler, Björgvin Arnarson como Devon Evans, Alyvia Alyn Lind como Lexy Cross e Brad Dourif como a voz do Chucky, nos papéis principais. As gravações da segunda temporada começaram em 20 de abril e teve sua conclusão em 29 de agosto de 2022. 
A série conta os retornos de Jennifer Tilly como a icônica e psicótica Tiffany Valentine, Barbara Alyn Woods como a Prefeita Michelle Cross, e Devon Sawa como Padre Bryce em papéis recorrentes.

## Elenco

### Principal
- Zackary Arthur como Jake Wheeler;
- Björgvin Arnarson como Devon Evans;
- Alyvia Alyn Lind como Lexy Cross;
- Brad Dourif como a voz de Chucky/Charles Lee Ray.

### Recorrente
- Alex Vincent como Andy Barclay;
- Devon Sawa como Padre Bryce;
- Fiona Dourif como Nica Pierce;
- Jennifer Tilly como Tiffany Valentine e ela mesma;
- Bella Higginbotham como Nadine;
- Christine Elise como Kyle;
- Lachlan Watson como Glen e Glenda Tilly;
- Rosemary Dunsmore como Dra. Mixter;
- Lara Jean Chorostecki como Irmã Ruth;
- Andrea Carter como Irmã Catherine.

### Convidados Notáveis
- Barbara Alyn Woods como Prefeita Michelle Cross;
- Carina London Battrick como Caroline Cross;
- Gina Gershon como ela mesma;
- Liv Morgan como ela mesma;
- Joe Pantoliano como ele mesmo;
- Sutton Stracke como ela mesma;
- Meg Tilly como ela mesma;
- Billy Boyd como a voz de GG Valentine;
- Annie M. Briggs como Miss Fairchild.

## Episódios
| Seq. | Episódios | Título                          | Direção       | Escrito por                                  | Data de exibição       | Audiência EUA (em milhões)       |
| --- | --------- | ------------------------------- | ------------- | -------------------------------------------- | ---------------------- | -------------------------------- |
| 9 | 1         | "Halloween II"                  | Jeff Renfroe  | Don Mancini                                  | 5 de outubro de 2022   | 0.355 (Syfy) 0.320 (USA Network) |
| Um ano depois de aparentemente derrotar seu inimigo Chucky, os três amigos Jake, Devon e Lexy começam a receber ligações misteriosas e ameaçadoras de um inimigo muito familiar. |           |                                 |               |                                              |                        |                                  |
| 10 | 2         | "The Sinners Are Much More Fun" | Samir Rehem   | Mallory Westfall & Don Mancini               | 12 de outubro de 2022  | 0.219 (Syfy) 0.209 (USA Network) |
| Chucky chega ao Senhor Encarnado com uma agenda assassina; um detetive questiona Tiffany sobre Nica.                                                                             |           |                                 |               |                                              |                        |                                  |
| 11 | 3         | "Hail Mary!"                    | Samir Rehem   | Nick Zigler & Rachael Paradis                | 19 de outubro de 2022  | 0.272 (Syfy) 0.239 (USA Network) |
| Jake propõe fazer uma lavagem cerebral no Chucky capturado e transformá-lo em um aliado.                                                                                         |           |                                 |               |                                              |                        |                                  |
| 12 | 4         | "Death on Denial"               | Don Mancini   | Alex Delyle & Kim Garland                    | 26 de outubro de 2022  | 0.224 (Syfy) 0.255 (USA Network) |
| Os segredos de Tiffany são ameaçados por uma intervenção surpresa. |           |                                 |               |                                              |                        |                                  |
| 13 | 5         | "Doll on Doll"                  | Leslie Libman | Mallory Westfall & Isabella Gutierrez        | 2 de novembro de 2022  | 0.227 (Syfy) 0.249 (USA Network) |
| Devon teme que Good Chucky não seja confiável; Tiffany espirais da festa surpresa.                                                                                               |           |                                 |               |                                              |                        |                                  |
| 14 | 6         | "He Is Risen Indeed"            | Leslie Libman | Alex Delyle & Kim Garland                    | 9 de novembro de 2022  | 0.227 (Syfy) 0.246 (USA Network) |
| O Senhor Encarnado fica trancado com os bonecos Chucky dentro; Nica segue em frente com seu plano.                                                                               |           |                                 |               |                                              |                        |                                  |
| 15 | 7         | "Goin' to The Chapel"           | John Hyams    | Nick Zigler & Amanda Blanchard               | 16 de novembro de 2022 | 0.130 (Syfy) 0.230 (USA Network) |
| O Senhor Encarnado fica preso com os bonecos Chucky dentro; Nica segue em frente com seu plano.                                                                                  |           |                                 |               |                                              |                        |                                  |
| 16 | 8         | "Chucky Actually"               | Jeff Renfroe  | Alex Delyle & Mallory Westfall & Don Mancini | 23 de novembro de 2022 | 0.138 (Syfy) 0.244 (USA Network) |
| De volta a Hackensack para as férias, os 3 Amigos recebem um presente especial; Tiffany planeja sua fuga.                                                                        |           |                                 |               |                                              |                        |                                  |